# Sud-Bandama
Sud-Bandama var mellan 1997 och 2011 en region i Elfenbenskusten. Den låg i den södra delen av landet, 130 km söder om huvudstaden Yamoussoukro. Antalet invånare var 682 021 vid folkräkningen 1998. Arean var 10 727 kvadratkilometer.